# Hospital Batista de Bangalor
O Hospital Batista de Bangalor (em inglês:  Bangalore Baptist Hospital) é um hospital batista localizado em Bangalor, Karnataka, Índia.

## História
O hospital começou como um ambulatório fundado pelo Junta de Missão Internacional em meados da década de 1960, e evoluiu para um hospital geral com 80 leitos que foi inaugurado oficialmente em 15 de janeiro de 1973.  Em janeiro de 1989, o Christian Medical College tornou-se responsável pela administração do hospital. Oferece uma variedade de tratamentos de enfermagem, programas educacionais de serviços médicos e paramédicos.  Em 2014, recebeu o Prêmio de Qualidade do Conselho de Qualidade da Índia.  Em 2022, inaugurou um “Centro de Pesquisa em Saúde da Mulher e da Criança”.  Em 2024, contava com 450 leitos. 